# Michal Bílek
Michal Bílek (Brno, 13 de abril de 1965) é um e treinador e ex-futebolista profissional tcheco, que atuava como meia. Atualmente, treina o Cazaquistão.

## Carreira
Michal Bílek fez parte do elenco da Tchecoslováquia na Copa de Mundo de 1990.